# Шустенки
Шустенки — деревня в Кумёнском районе Кировской области России. Входит в состав Вичевского сельского поселения.

## География
Деревня находится в центральной части Кировской области, в пределах возвышенности Вятский Увал, в подзоне южной тайги, вблизи истока реки Бродовки, к востоку от автодороги 33Р-002, на расстоянии приблизительно 7 километров (по прямой) к северу от посёлка городского типа Кумёны, административного центра района. Абсолютная высота — 169 метров над уровнем моря.
Климат
Климат характеризуется как континентальный, умеренно холодный. Среднегодовая температура — 1,6 °C. Средняя температура воздуха самого холодного месяца (января) составляет −12 °C (абсолютный минимум — −45 °С); самого тёплого месяца (июля) — 17,2 °C (абсолютный максимум — 37 °С). Годовое количество атмосферных осадков — 582 мм, из которых две трети выпадает в тёплый период. Снежный покров держится в течение 168 дней.

## Население
| 2010 |
| ---- |
| 0    |